# Gijs Donker
Gijsbrecht Anne Donker (Amstelveen, 28 maart 1964) is een Nederlands kunstschilder.

## Levensloop
Donker volgde van 1989 tot 1991 een opleiding aan de Koninklijke Academie van Beeldende Kunsten te Den Haag. Hij werd begin jaren negentig bekend als lid van de groep After Nature, waarvan hij vanaf 1989 deel uitmaakte tot het uiteenvallen in 1995. Andere leden van de groep waren Peter Klashorst, Jurriaan van Hall, Bart Domburg en Ernst Voss. De eerste tentoonstelling van After Nature met Donker vond plaats in 1990 in de Seasons Galerie in Den Haag. In de jaren daarna bezochten de leden van deze groep een aantal keren de Verenigde Staten om deel te nemen aan tentoonstellingen en schilderperformances.
Met zijn eveneens schilderende broers Justus Donker (1966) en Aad Donker (1967-1998), die ook lid waren van After Nature, werd hij bekend als een van 'de gebroeders Donker' of 'de Donkerbroers'. Na het overlijden van zijn broer Aad ging Gijs door op de lijn waar hij en Aad begonnen waren. Hij ging terug naar Afrika om de Massai en de levende natuur te schilderen.

## Trivia
- Gijs Donker is de oudste zoon van de Rotterdamse uitgever Willem Donker.[3]